# Темп речи
Темп речи — скорость произнесения элементов речи (звуков, слогов, слов). Относится к просодическим элементам, является одним из компонентов интонации. Следует заметить, что абсолютный темп речи зависит от индивидуальных черт говорящего, особенностей его эмоционального состояния и ситуации общения, стиля произношения; кроме того, наблюдается зависимость между длиной речевой единицы и скоростью её произнесения (стремление к изохронности): чем длиннее слово или синтагма, тем меньше средняя длительность звука (слога) в них .
Темп речи может измеряться:
- числом произносимых в единицу времени (чаще всего в секунду) элементов речи;
- средней длительностью элемента.

Повышение темпа речи осуществляется за счёт сокращения длительности как гласных, так и согласных звуков, в то время как снижение темпа достигается преимущественно путём увеличения длительности гласных.
В качестве интонационного средства темп речи выполняет функцию противопоставления более и менее важных компонентов высказывания. Наиболее важные слова или синтагмы характеризуются замедленным темпом, отрезки, несущие второстепенную информацию (к ним относятся, в частности, вводные слова), — ускоренным. Замедление темпа к концу высказывания выступает одним из средств оформления его целостности, в чём проявляется синтаксическая функция интонации.
Темп может также пониматься как характеристика, определяющая степень артикуляторной напряжённости и слуховой отчётливости речи. Так, при медленном темпе слова выступают в полных звуковых формах.

## На практике
Согласно исследованиям, оптимальный темп речи для чтения аудиокниг на английском языке соответствует 150—160 словам в минуту. Для личной беседы — 190 слов в минуту. Для русского языка, в котором слова длиннее примерно на 20—30 %, этот темп будет ниже.